# Samboan
Samboan is een gemeente in de Filipijnse provincie Cebu. Bij de census van 2015 telde de gemeente bijna 21 duizend inwoners.

## Geografie

### Bestuurlijke indeling
Samboan is onderverdeeld in de volgende 15 barangays:
| - Basak - Bonbon - Bulangsuran - Calatagan - Cambigong - Canorong - Colase - Dalahikan | - Jumangpas - Camburoy - Poblacion - San Sebastian - Suba - Tangbo - Monteverde |

## Demografie
Samboan had bij de census van 2015 een inwoneraantal van 20.884 mensen. Dit waren 2.271 mensen (12,2%) meer dan bij de vorige census van 2010. Ten opzichte van de census van 2000 was het aantal inwoners gegroeid met 4.225 mensen (25,4%). De gemiddelde jaarlijkse groei in die periode kwam daarmee uit op 1,49%, hetgeen lager was dan het landelijk jaarlijks gemiddelde over deze periode (1,72%).

De bevolkingsdichtheid van Samboan was ten tijde van de laatste census, met 20.884 inwoners op 45,16 km², 462,4 mensen per km².

## Geboren in Samboan
- Ernesto Herrera (11 september 1942), vakbondsleider en politicus.